# 利布斯多夫
利布斯多夫（法語：Liebsdorf，法語發音：[lipsdɔʁf]）是法国上莱茵省的一个市镇，属于阿尔特基什区。

## 地理
利布斯多夫（47°28'45"N, 7°13'51"E）面积4.22 平方千米，位于法国大東部大區上莱茵省，该省份为法国东部内陆省份，是阿尔萨斯的一部分，今与下莱茵省组成了阿尔萨斯欧洲集体，其北临下莱茵省，西接孚日省，西南接贝尔福地区省，东侧沿莱茵河与德国相望，南与瑞士接壤。
与利布斯多夫接壤的市镇（或旧市镇、城区）包括：迪林斯多夫、温克尔、奥贝尔拉尔、库尔塔翁、普费特鲁斯。

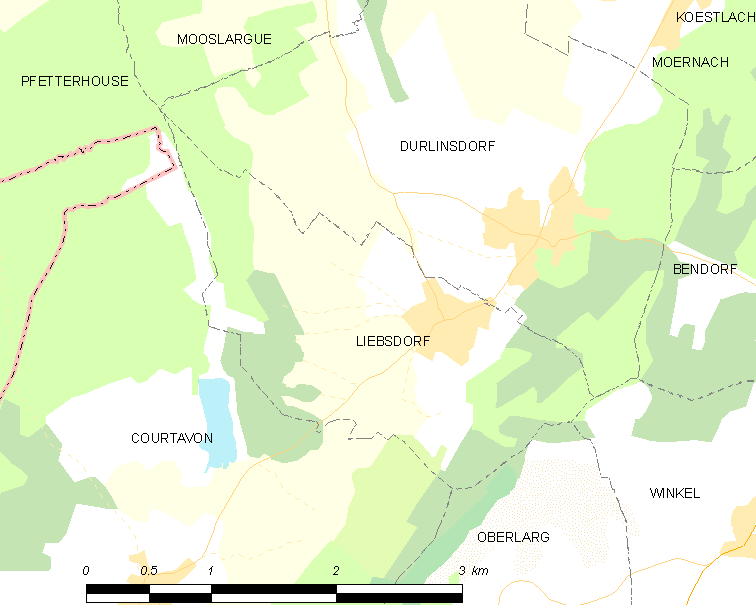
利布斯多夫的OSM定位图

利布斯多夫的时区为UTC+01:00、UTC+02:00（夏令时）。

## 行政
利布斯多夫的邮政编码为68480，INSEE市镇编码为68184。

## 政治
利布斯多夫所属的省级选区为阿尔特基什县。

## 人口

1962-2008年间利布斯多夫人口变化图示

利布斯多夫于2022年1月1日时的人口数量为291人。